# 1929年イギリス総選挙

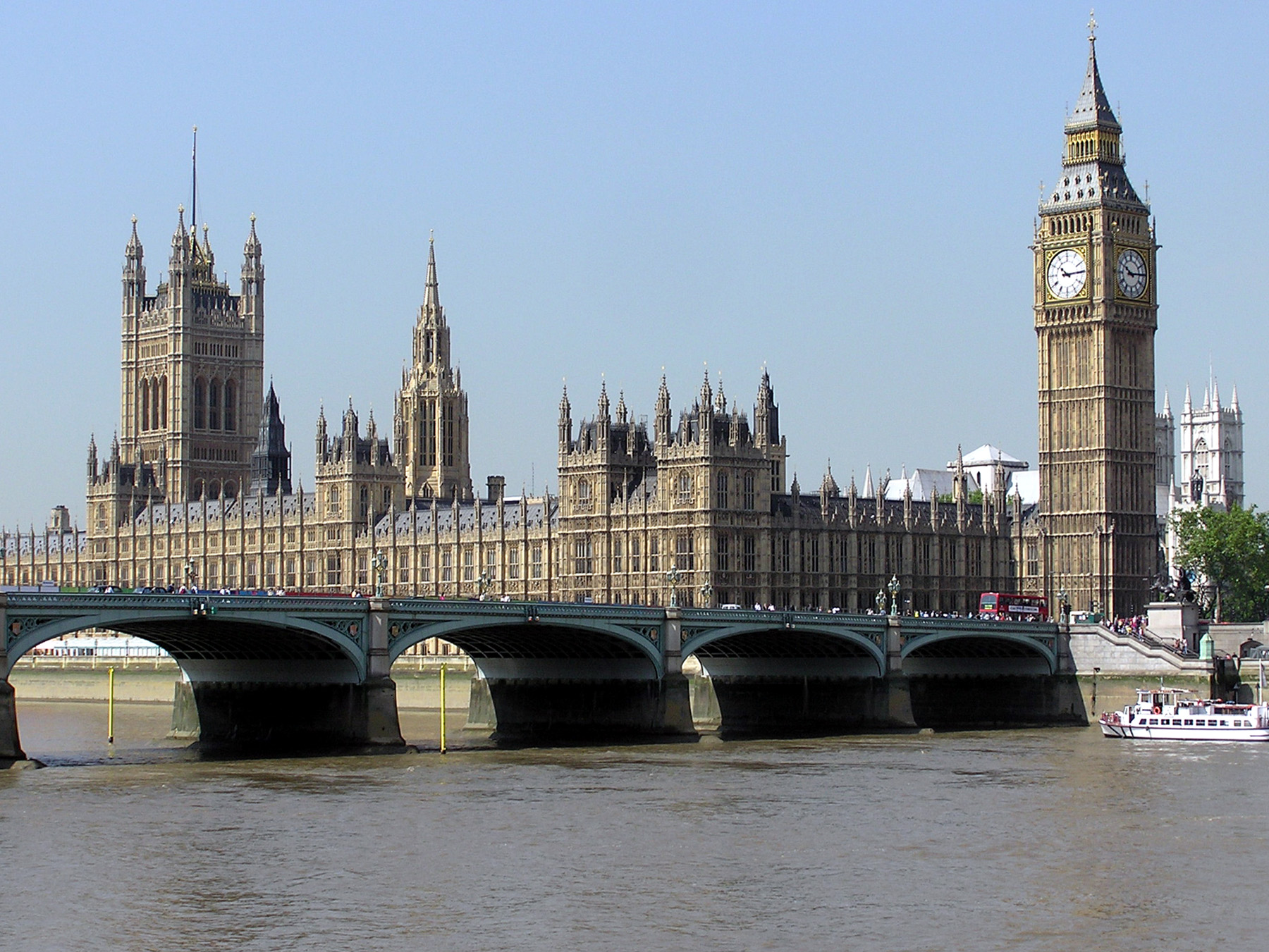
議事堂（ビッグ・ベン）

1929年イギリス総選挙（1929ねんイギリスそうせんきょ、英語：United Kingdom general election of 1929）は、1929年5月に行われたイギリスの選挙で、イギリス議会（正式名称：グレートブリテン及び北アイルランド連合王国議会）の議員を選出するために行われたものである。この選挙の結果、労働党は得票率では保守党に第1党を許したものの、議席数では結党以来初めて第1党となった。そのため、1924年に続いて再び、党首のラムゼイ・マクドナルドが首相となり、第2次マクドナルド内閣を組織した。

## 概要

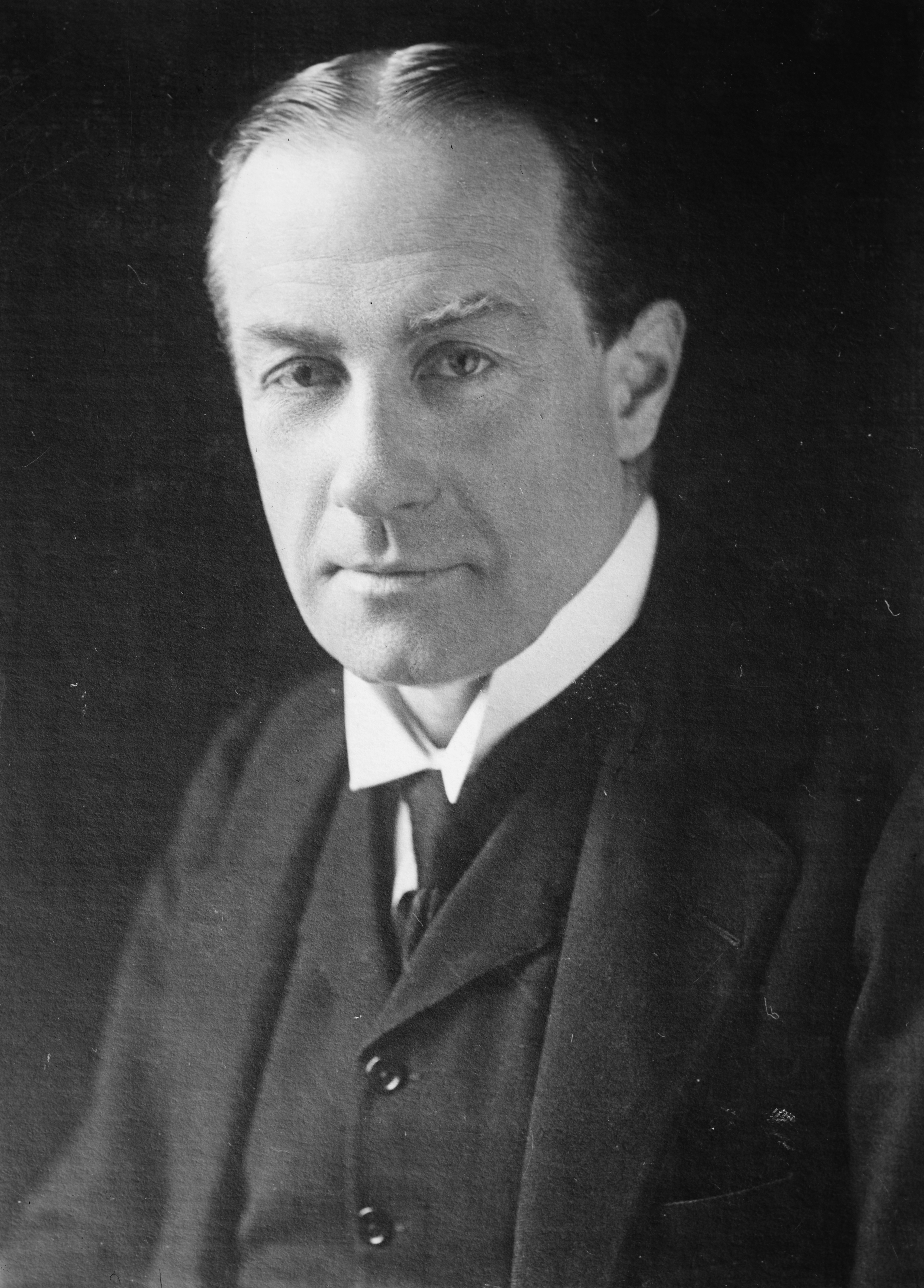
ボールドウィン首相

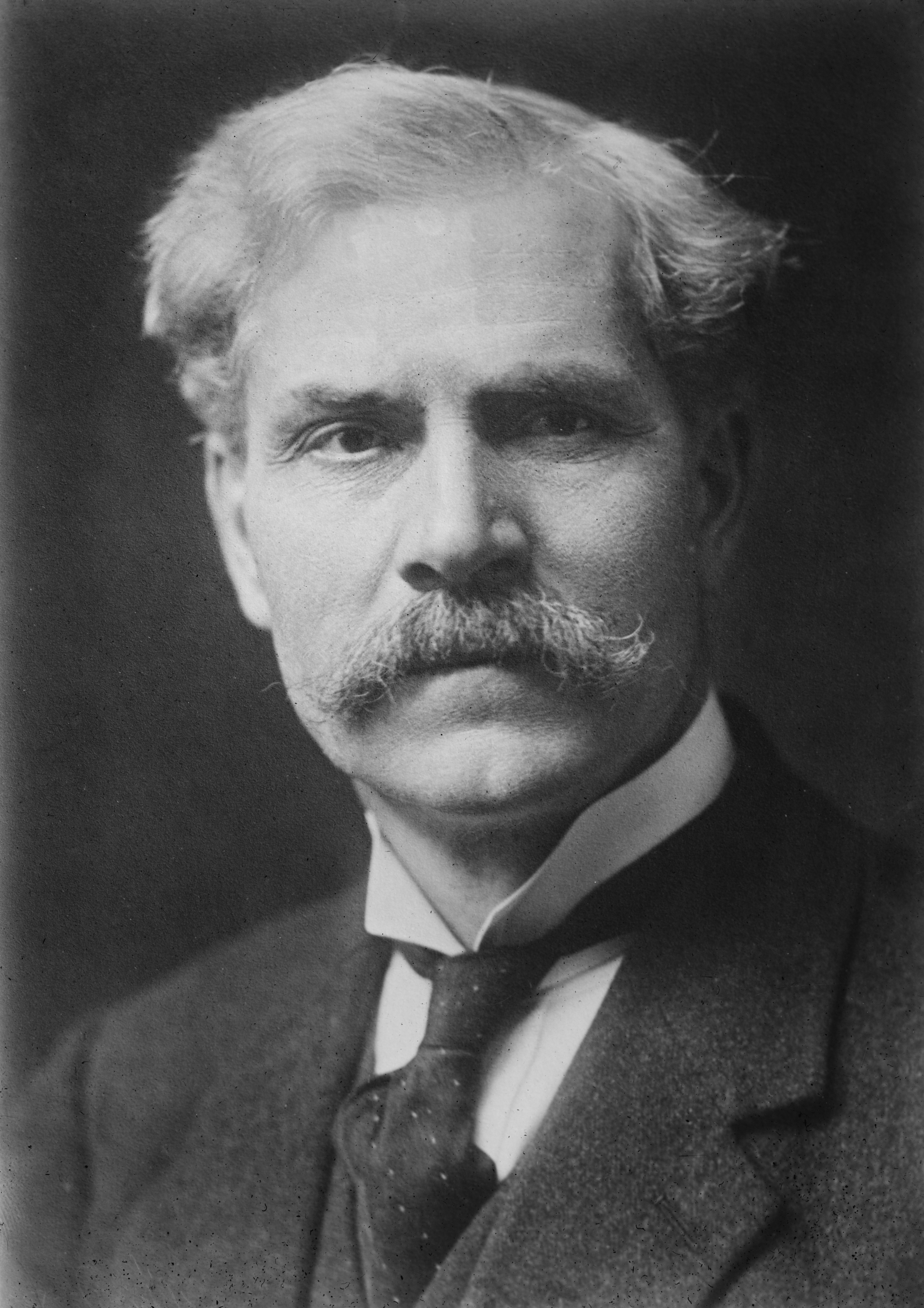
労働党党首、マクドナルド氏

- 選挙時の首相：スタンリー・ボールドウィン（保守党）
- 庶民院議席数：615議席
- 議員の任期：5年（任期半ばで解散されたときは、その時点で議員職を失う）
- 選挙制度：選挙区で最多得票を得た候補のみが当選する完全小選挙区制
- 有権者：28,854,748名
  - 21歳以上の男女：前年の1928年に平等選挙法（The Equal Franchaise Act）が制定され、女性の選挙資格が男性と同等になった。
  - 複数投票権：大学卒業者には出身大学を選挙区とする大学選挙権が、居住する選挙区以外に事業上の土地や家屋を有している者も居住している地域とは別に選挙が与えられていた。

## 選挙結果
- 投票日：1929年5月30日
- 投票率：76.3%

| 党派                       | 党派                   | 得票                   | %                      | 候補                   | 当選 |
| -------------------------- | ---------------------- | ---------------------- | ---------------------- | ---------------------- | ---- |
| Labour                     | 労働党                 | 8,048,968              | 37.1                   | 569                    | 287  |
| Conservative               | 保守党                 | 8,252,527              | 38.1                   | 590                    | 260  |
| Liberal                    | 自由党                 | 5,104,638              | 23.6                   | 513                    | 59   |
| Independent                | 無党派                 | 94,743                 | 0.4                    | 11                     | 4    |
| Scottish Prohibition Party | スコットランド禁酒党   | 25,037                 | 0.1                    | 1                      | 1    |
| Irish Nationalist          | アイルランド民族派     | 24,177                 | 0.1                    | 3                      | 3    |
| Independent Labour         | 労働党系無所属         | 20,825                 | 0.1                    | 1                      | 1    |
| 議席を得た政党のみ記載     | 議席を得た政党のみ記載 | 議席を得た政党のみ記載 | 議席を得た政党のみ記載 | 議席を得た政党のみ記載 | 615  |

有効投票数：21,685,779票
- 出典：General Election Results 1885-1979

得票率で見た場合、保守党は労働党に1%ほどの僅差で第1党となっているが、議席数では労働党が保守党を20議席以上上回って第1党となった。